# Pedicularis nasturtiifolia
Pedicularis nasturtiifolia är en snyltrotsväxtart som beskrevs av Adrien René Franchet. Pedicularis nasturtiifolia ingår i släktet spiror, och familjen snyltrotsväxter. Inga underarter finns listade i Catalogue of Life.